# 1963 en sociologie
| Années de la sociologie : 1960 - 1961 - 1962 - 1963 - 1964 - 1965 - 1966    |
| Décennies de la sociologie : 1930 - 1940 - 1950 - 1960 - 1970 - 1980 - 1990 |

Cet article présente les événements de l'année 1963 dans le domaine de la sociologie. 

## Publications

### Livres
- Raymond Aron, Le Grand Débat.
- Erving Goffman, Stigmate. Les usages sociaux des handicaps.